# Blennidus blandus
Blennidus blandus là một loài bọ chân chạy thuộc phân họ Pterostichinae. Loài này được Erichson mô tả năm 1834.